# Плевротові
Плевротові (Pleurotaceae) — родина базидіомікотових деревних грибів порядку агарикальні (Agaricales). До цієї родини належать гриби, що ростуть на деревині невеликими купками, або зростками, що нагадують невеликі букетики.

## Опис
Шапинка сидяча або з ніжкою, бокова, ексцентрична, рідко — центральна; віялоподібна, ниркоподібна, язикоподібна або вухоподібна. М'якоть м'ясиста, пружна, суха. Пластинки спадні або приросли, білі, охристі або зрідка рожеві. Споровий порошок білий, рожевий, бузковий. У деяких видів на ранніх етапах розвитку є кільце від покривала, пізніше воно зникає. Плодові тіла ростуть частіше групами або зростаються від однієї основи, розташовуються черепичасто один над одним.
Цікавими є представники роду Pleurotus і Hohenbuehelia, вони є нематофагами, тобто живляться нематодами. Це є можливим за допомогою гіф, які можуть мати клейкі кінчики, які приклеюються до нематод, що проповзають поруч.

## Класифікація
Родина містить 6 родів і 94 видів. Найвідоміші гливи різних видів, які йдуть в їжу у вареному, смаженому і консервованому вигляді. Ці гриби дуже невибагливі, їх можна вирощувати і в домашніх умовах, і на промисловій основі.